# Scott Nydam
Scott Nydam (* 9. April 1977 in Denver, Colorado) ist ein ehemaliger US-amerikanischer Radrennfahrer.

## Sportliche Karriere
Als Scott Nydam – schon über 20 Jahre alt – an einem Quadrathlon in New Mexico teilnahm, lernte er den Rennradsport kennen. Fortan hielt er sich mit dem Radsport fit und beschloss, Profi zu werden. Daher kündigte er im Januar 2006 seine Arbeitsstelle und begann beim amerikanischen Amateurteam Rio Grande Sports Garage, Rennen zu bestreiten. Gleich in seinem ersten Jahr wurde er 2006 Etappendritter beim sechsten Teilstück des Cascade Cycling Classic und gewann die Bergwertung beim selben Rennen.
2007 wurde Nydam Profi beim US-amerikanischen Continental Team BMC Racing Team, für das er 2006 schon seine Erfolge bei der Cascade Classic eingefahren hatte. Bei der Tour de Georgia 2007 wurde Nydam Siebter bei der dritten Etappe und konnte so den sechsten Platz in der Gesamtwertung belegen. Außerdem holte er auf einer Etappe der Tour de Toona einen Podiumsplatz und gewann das Eintagesrennen Patterson Pass. Später war er mit seinem Team auch noch beim Mannschaftszeitfahren beim Giro del Friuli Venezia Giulia erfolgreich und eroberte erneut die Bergwertung bei der Cascade Classic.
2008 erhielt das BMC-Team eine Lizenz als Professional Continental Team. Beim größten Rennen Amerikas, der Kalifornien-Rundfahrt, startete auch Nydam und gewann auch hier die Bergwertung. Bei weiteren Rennen in den USA zeigte Nydam ebenso mit vorderen Platzierungen sein Potenzial, so zum Beispiel bei der Tour de Nez. Auch in Europa bestritt er Rennen und wurde Zweiter der Bergwertung der Tour de Wallonie in Belgien. 
Zu Beginn des Jahres 2009 wurde Nydam von zwei schweren Stürzen zurückgeworfen, die eine Gehirnverletzung nach sich zogen. Zwar gewann er in dieser Saison noch die Tour of the Battenkill und wurde Zweiter bei einem Kriteriumsrennen in Copperopolis, doch auf Empfehlung des BMC-Mannschaftsarztes beendete er seine aktive Karriere als Berufsradfahrer Ende 2009. Daraufhin assistierte dem Teamarzt er Max Testa und half seinem Landsmann „Jock“ Boyer bei der Betreuung der Nationalmannschaft von Ruanda.

## Erfolge
2006
- Sieger Bergwertung Cascade Classic

2007
- Sieger Bergwertung Cascade Classic
- Gewinner Etappe 2b Giro della Regione Friuli Venezia Giulia (Mannschaftszeitfahren)
- Gewinner Patterson Pass

2008
- Sieger Bergwertung Kalifornien-Rundfahrt

2009
- Gewinner Tour of the Battenkill